# Neo-expressionisme
Het neo-expressionisme is een hedendaagse kunststroming binnen de 20e-eeuwse schilderkunst in de late jaren van 1970 tot midden van de jaren 1980 die zich afzet tegen het minimalisme en conceptualisme van de jaren zestig en zeventig en breekt met het modernistische vooruitgangsdenken in de kunst. . Minder gebruikelijk wordt de benaming gebruikt voor beeldhouwkunst (bijvoorbeeld Anish Kapoor) en architectuur (bijvoorbeeld Frank Gehry, Dane John Utzen). Het meest in het oog springende kenmerk is de terugkeer van de figuratie. 
In de jaren tachtig had het neo-expressionisme zijn bloeiperiode, met de Neue Wilden en de Italiaanse transavantgarde.
De eerste expositie die de stroming, met succes, voor het voetlicht bracht, vond plaats in 1980, in de galerie van Paul Maenz in Keulen, met de titel Mülheimer Freiheit und interessante Bilder aus Deutschland. Onder de deelnemende kunstenaars waren Walter Dahn, Jiri Georg Dokoupil en Albert Oehlen.

## Terminologie
Andere benamingen voor stromingen die in dit artikel onder de term neo-expressionisme geschaard worden, zijn o.a.: Heftige Malerei en Neue Wilde waaronder de groep Mühlheimer Freiheit (Duitsland), Nieuwe Wilden (Nederland), Trans-avantgarde (Italië), Bad Painting, maximalisme, Ugly Realists, figuration libre (Frankrijk), New Image Painting. De term neo-expressionisme is niet onomstreden. Hij wekt de indruk dat men te maken heeft met kunst die voortbouwt op het expressionisme, terwijl de relatie vaak subtieler is, of wanneer slechts het gebruik van figuratie een overeenkomst is. Hetzelfde geldt door de term Neue Wilde die verwijst naar de Fauves-beweging rond Henri Matisse.

## Kenmerken
Het neo-expressionisme ontstond uit onvrede met de heersende dogma's van de modernistische avant-garde, die streefde naar zuiverheid van de kunst. Het esthetisch formalisme van de avant-garde schreef voor, dat zaken als verhaal (schilderkunst is geen literatuur) en perspectief (een schilderij is verf op een plat vlak) uit het schilderij werden geweerd, en het werk zich volledig richtte op dat wat tot het puur schilderkunstige behoort. Als reactie daarop, uit honger naar beelden en verbeelding, haalde het neo-expressionisme alles binnen wat eerder verstoten was. Het resulteerde in onstuimige, soms agressieve dan weer sensuele werken vol figuratie en kleuren- en vormenrijkdom.
De meest opvallende eigenschappen die door het neo-expressionisme werden teruggebracht in de schilderkunst (en tevens de grootste verschillen met het minimalisme), zijn: de herwaardering van het decoratieve, het opnieuw gebruikmaken van literaire verwijzingen, politiek engagement, het mengen van 'hoge' cultuur en massa- of subcultuur (zoals graffiti, strips, etnische kunst), eclecticisme, ironie (speciaal bij de Trans-avantgarde), het doelbewust choqueren en een doelbewust streven naar excentriciteit.

## Lijst van kunstenaars

### Voorlopers
- Philip Guston; Bottles, 1977 (Museum of contemporary art San Diego)[3]
- Lucian Freud
- Arnulf Rainer
- Eric Fischl

### Eerste generatie neo-expressionisten
- Georg Baselitz
- Jörg Immendorff
- Anselm Kiefer
- Bianca Vanwersch
- Per Kirkeby
- Markus Lüpertz
- A. R. Penck; Standart, 1971 (Staatsgalerie Stuttgart)[4]
- Susan Rothenberg; Untitled, 1974 (Artnet, gallery: Craig F. Starr Associates)[5]
- Julian Schnabel

### Amerika
- Jean-Michel Basquiat
- Eric Fischl
- David Salle

### Vlaanderen
- Fred Bervoets
- Hugo Debaere

## Belangrijke tentoonstellingen
- "A New Spirit in Painting" (Londen, Royal Academy of Arts, 1981)
- "Zeitgeist" (Berlijn, Martin-Gropius-Bau, 1982)
- Documenta 7 (Kassel, 1982)